# Пажить
Пажить (словац. Pažiť) — село, громада округу Партизанське, Тренчинський край. Кадастрова площа громади — 3.06 км².
Населення 509 осіб (станом на 31 грудня 2020 року).

## Історія
Пажить згадується 1351 року.

## Населення
| Рік:            | 1994. | 2004.    | 2014.   | 2024.    |
| --------------- | ----- | -------- | ------- | -------- |
| Кількість осіб: | 339   | 404      | 440     | 502      |
| Різниця:        |       | +19,17 % | +8,91 % | +14,09 % |

| Рік:            | 2023. | 2024.   |
| --------------- | ----- | ------- |
| Кількість осіб: | 505   | 502     |
| Різниця:        |       | -0,59 % |